# Catocala maccvoodi
Catocala maccvoodi är en fjärilsart som beskrevs av George Francis Hampson 1913. Catocala maccvoodi ingår i släktet Catocala och familjen nattflyn. Inga underarter finns listade i Catalogue of Life.